# Aciagrion huaanensis
Aciagrion huaanensis là một loài chuồn chuồn kim trong họ Coenagrionidae.
Aciagrion huaanensis được miêu tả khoa học năm 2005 bởi Xu.